# Loi Méline
La loi Méline est une loi française qui a créé un double tarif douanier. Votée le 11 janvier 1892, elle est devenue un symbole du retour du protectionnisme en France à la fin du XIXe siècle. 

## Contexte
Si les pays européens sont principalement protectionnistes au XIXe siècle, un mouvement de libéralisation des échanges de biens progresse à partir des années 1860. En 1860 est signé le traité Cobden-Chevalier, qui abolit les droits de douane entre la France et le Royaume-Uni.
Toutefois, les années 1870 voient un durcissement des politiques commerciales en Europe. Les tarifs douaniers augmentent déjà dès 1881, en passant de 6,5 % à 7,1 %. 
C'est dans ce contexte que Jules Méline, président de la commission des douanes de la Chambre des députés, propose à la Chambre une loi protectionniste. Méline,  très lié au lobby agricole, est également proche des filateurs français. La crise agricole des années 1880, caractérisée par une baisse des prix du fait de la concurrence internationale, le pousse à écrire la loi.

## Contenu

### Deux tarifs
La loi Méline de 1892 crée deux tarifs douaniers. Le premier est le tarif dit général, qui est dissuasif. Le deuxième, le tarif minimum, est plus faible, et a vocation à fixer une limite dans les concessions que la France peut faire dans le cadre des négociations commerciales internationales ; il s'agit donc d'un taux plancher préférentiel pour les partenaires commerciaux de la France.

### Montants des tarifs
Les tarifs protectionnistes maximums sont compris entre 15 % et 30 %. Ils sont ciblés, car ils sont plus élevés sur les importations de produits agricoles que sur les produits industriels. L'objectif est ainsi de favoriser l'agriculture française en empêchant l'entrée de produits agricoles étrangers.

## Conséquences

### Augmentation des droits de douane
L'application de la loi Méline fait passer le taux de douane moyen français de 8,2 % entre 1889 et 1891 à 11,4 % sur la période 1893 et 1895. Le tarif moyen sur les importations agricoles passe de 3,3 % sur la période 1881/1884 à 21,3 % sur entre 1893 et 1895. Le tarif moyen sur les produits industriels reste faible. 

### Chute des importations agricoles
La loi cause une chute des importations de blé : alors qu'elles représentaient 19 % de la production française entre 1888 et 1892, elles ne représentent plus que 3 % entre 1901 et 1910.

## Débats et analyses

### Protectionnisme modéré
Si le caractère protectionniste de la loi Méline est indéniable, le niveau de protectionnisme de la loi, ainsi que l'idée d'un tournant protectionniste de la France, sont débattus. Entre 1892 et 1908, 44 lois douanières se succèdent, et une révision complète de la politique douanière est faite en 1910, permettant au taux de douane moyen sur les importations non-agricoles à s'établir à 9 %. Toutefois, malgré la loi Méline et les lois qui lui sont postérieures, le niveau de protectionnisme français reste faible comparativement à celui que le pays avait connu durant la première moitié du siècle, ainsi que dans les années 1930. 
Bernard Blancheton remarque ainsi que la loi Méline n'empêche pas de garder l'économie française ouverte, car le ratio importations de marchandises sur PIB, à prix courants, passe de 15,8 % (1888-1991) à 17,2 % (1910-1913).

### Effet Méline et compétitivité française
Alfred Sauvy a qualifié cette politique protectionniste d'anesthésiante pour l'économie française. Laurent Carroué soutient ainsi que la loi « a eu tendance à maintenir en France de très petites unités de production, peu enclines au risque et faisant montre d'une réelle aversion au changement et à l'innovation ».